# Cot Pintu Geureubang
Cot Pintu Geureubang är en kulle i Indonesien.   Den ligger i provinsen Aceh, i den västra delen av landet, 1 800 km nordväst om huvudstaden Jakarta. Toppen på Cot Pintu Geureubang är 201 meter över havet.
Terrängen runt Cot Pintu Geureubang är huvudsakligen kuperad, men norrut är den platt. Havet är nära Cot Pintu Geureubang åt nordost.Runt Cot Pintu Geureubang är det ganska glesbefolkat, med 22 invånare per kvadratkilometer. Närmaste större samhälle är Banda Aceh, 18,5 km väster om Cot Pintu Geureubang. Omgivningarna runt Cot Pintu Geureubang är en mosaik av jordbruksmark och naturlig växtlighet.